# Ceftriaxone
Ceftriaxon, bán dưới tên thương mại Rocephin, là một kháng sinh điều trị một số nhiễm khuẩn khuẩn. Bao gồm viêm tai giữa, viêm nội tâm mạc, viêm màng não, viêm phổi, nhiễm trùng xương và khớp, nhiễm trùng ổ bụng, nhiễm trùng da, nhiễm trùng đường tiết niệu, lậu và viêm vùng chậu. Đôi khi cũng sử dụng trước khi phẫu thuật, và sau khi bị động vật cắn để dự phòng nhiễm trùng. Đường dùng tiêm tĩnh mạch hoặc tiêm bắp.

## Tác dụng

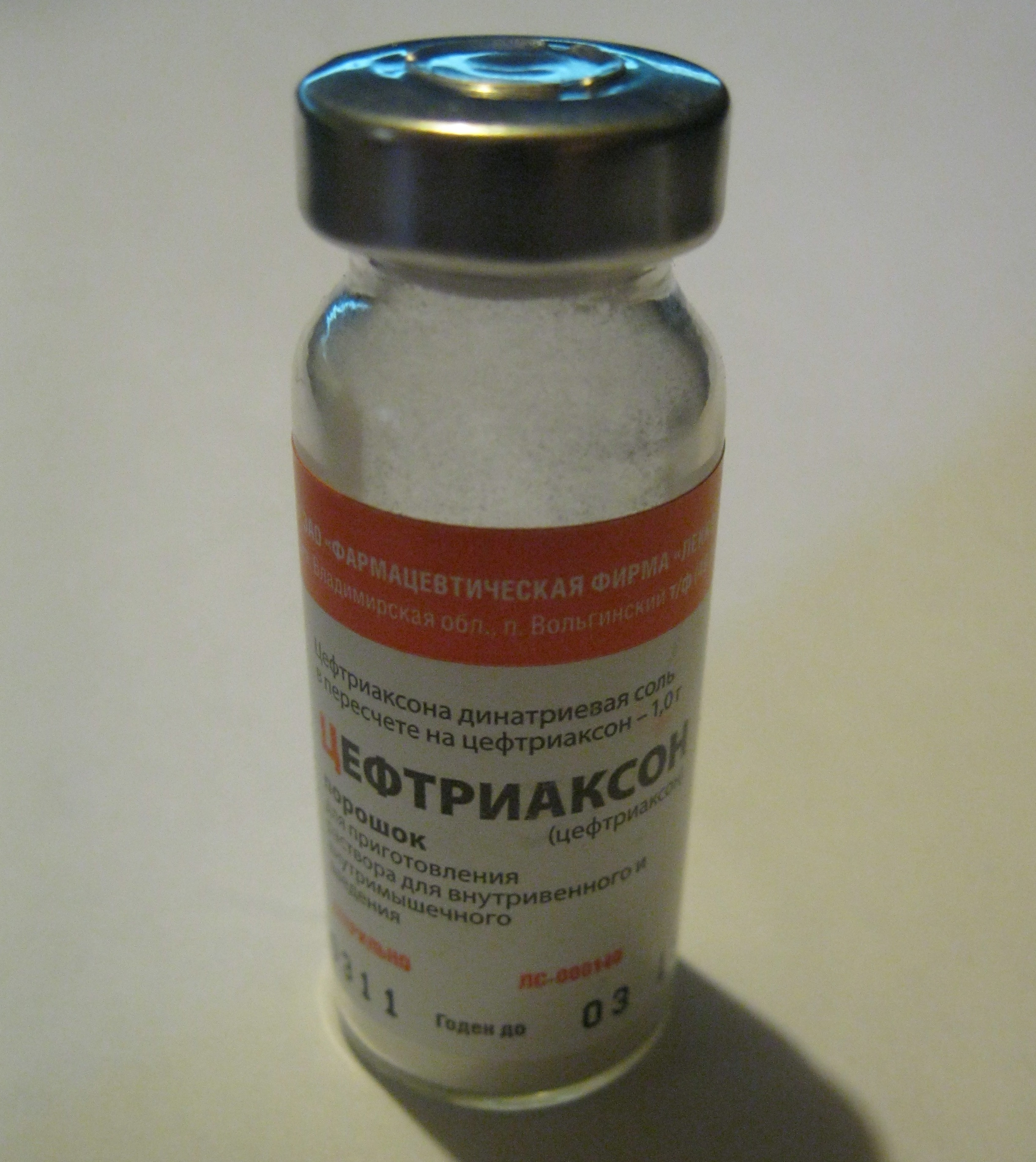
Một lọ Ceftriaxon, sản xuất và bán ở Nga

Ceftriaxon và các thuốc kháng sinh thế hệ thứ ba được sử dụng để điều trị nhiều loại vi khuẩn kháng kháng sinh khác. Do kháng mạnh nên không nên sử dụng ceftriaxone  để điều trị nhiễm khuẩn Enterobacter . Trước khi sử dụng ceftriaxone, cần xác định tính nhạy kháng sinh của các vi khuẩn. Nếu nghi ngờ nhiễm trùng huyết, có thể điều trị theo kinh nghiệm trước khi có kết quả kháng sinh đồ.
Tác dụng:
- Nhiễm trùng đường hô hấp dưới
- Viêm tai giữa cấp
- Nhiễm khuẩn da và các cấu trúc của da
- nhiễm trùng đường tiết niệu
- bệnh lậu không biến chứng
- viêm nhiễm vùng chậu
- nhiễm trùng huyết
- Nhiễm trùng ổ bụng
- viêm màng não
- Dự phòng phẫu thuật
- Bệnh Lyme

Thuốc cũng được lựa chọn để điều trị viêm màng não, gây ra bởi phế cầu, meningococci, Haemophilus influenzae và trực khuẩn đường ruột Gram âm nhạy cảm, trừ Listeria monocytogenes."
Trung Tâm Kiểm soát và Phòng ngừa dịch Bệnh Hoa Kỳ khuyến cáo kết hợp ceftriaxon với doxycycline hoặc azithromycin để điều trị bệnh lậu.

### Phổ kháng khuẩn
Giống như các cephalosporins, ceftriaxone có tác dụng trên Citrobacter spp., Serratia marcescens, và các chủng  Haemophilus và Neisseria sản xuất beta-lactamase. Tuy nhiên, không giống ceftazidime và cefoperazone, ceftriaxone không có tác dụng trên Pseudomonas aeruginosa. Nó cũng không thể chống lại  Enterobacter  Một số vi khuẩn như Citrobacter,  Providencia, và Serratia, có khả năng kháng nhờ tạo ra cephalosporinases (enzymes thủy phân cephalosporins và bất hoạt chúng).

### Đối tượng đặc biệt

#### Có thai
Ceftriaxone thuộc nhóm thuốc mang thai B.Chưa ghi nhân tác dụng gây khuyết tật trong các nghiên cứu trên động vật, nhưng vẫn chưa đủ bằng chứng nghiên cứu trên phụ nữ có thai.=

#### Cho con bú
Nồng độ thấp ceftriaxone tiết ra trong sữa mẹ, "không mong đợi gây tác động xấu ở trẻ sơ sinh bú mẹ." Các nhà sản xuất khuyến cáo rằng cần thận trọng khi dùng ceftriaxone ở phụ nữ cho con bú. The manufacturer recommends that caution be exercised when administering ceftriaxone to women who breastfeed.

#### Trẻ sơ sinh
Tăng bilirubine máu ở trẻ sơ sinh là chống chỉ định cho sử dụng ceftriaxone.\ Nó có thể cạnh tranh với bilirubine gắn với  albumin, tăng nguy cơ của vàng da nhân não.

## Tác dụng phụ
Mặc dù dung nạp tốt, ceftriaxone vẫn có các tác dụng không mong muốn:
- Tăng bạch cầu ái toan (6%)
- Tăng tiểu cầu (5.1%)
- Tăng men gan (3.1–3.3%)
- Tiêu chảy (2.7%)
- Hạ bạch cầu (báo 2,1%)
- Tăng BUN (1.2%)
- Phản ứng tại chỗ—đau, sưng tấy (1%)
- Phát ban (1.7%).

Một số ít trường hợp báo cáo phản ứng phụ (tỷ lệ < 1%) bao gồm viêm tĩnh mạch, ngứa, sốt, ớn lạnh, buồn nôn, nôn, tăng bilirubin, tăng creatinin, nhức đầu và chóng mặt.
Ceftriaxone có thể lắng đọng trong mật gây ra bùn mật, mật pseudolithiasis, và sỏi mật, đặc biệt ở trẻ em. Hạ prothrombin máu và xuất huyết cũng là các tác dụng phụ đáng chú ý.Suy thận sau thận ở trẻ em cũng được báo cáo. It has also been reported to cause post renal failure in children.

### Chống chỉ định
Không nên sử dụng cho những người bị dị ứng với Ceftriaxone hoặc bất kỳ thành phần của thuốc. Thận trọng  khi sử dụng Ceftriaxone ở những bệnh nhân nhạy cảm penicillin.  Thận trọng cho những người dị ứng nghiêm trọng với penicillin. Chống chỉ định cho tăng bilirubin máu ở trẻ sơ sinh, đặc biệt là trẻ đẻ non. Sử dụng đồng thời với các sản phẩm hoặc dung dịch chứa calcium tiên tĩnh mạch ở trẻ sơ sinh (dưới 28 ngày) cũng là chống chỉ định 